# Future Hearts
| Recensione              | Giudizio |
| ----------------------- | -------- |
| AbsolutePunk            | 80/100   |
| Alter the Press!        | 5/5      |
| AltSounds               | 86/100   |
| DIY                     | [ 5 ]    |
| Exclaim!                | [ 6 ]    |
| Punknews.org            | [ 7 ]    |
| Rolling Stone Australia | [ 8 ]    |
| aNewRisingMusic         | [ 9 ]    |

Future Hearts è il sesto album in studio del gruppo pop punk All Time Low, che è stato pubblicato il 7 aprile 2015 dalla Hopeless Records. Il primo singolo, Something's Gotta Give è stato mostrato in anteprima da BBC Radio 1 il 12 gennaio 2015.
La band ha iniziato il 15 aprile un "Future Hearts Tour" con i Tonight Alive, gli Issues e gli State Champs.. Nel febbraio-marzo 2015 sono apparsi in un tour insieme agli You Me at Six e hanno partecipato al Soundwave festival in Australia.

## Descrizione
Secondo il cantante Alex Gaskarth, l'album si differenzia sostanzialmente dal precedente Don't Panic, ma non è necessariamente opposto ad esso, paragonandolo a un suo seguito "evoluto" e "definitivo".
La canzone Something's Gotta Give è stata pubblicata come primo singolo il 12 gennaio 2015 e a seguire è stato caricato su YouTube un video musicale. Ha debuttato in classifica all'84º posto nella Official Singles Chart e al secondo nella Official Rock & Metal Chart. È entrata inoltre al 14º posto nella Rock Songs e al 21º nella Bubbling Under Hot 100. 
Maria Sherman di Fuse ha positivamente comparato Something's Gotta Give agli Yellowcard, dichiarando che "la canzone richiama il testo cinematografico degli Yellowcard, i bridge con i cori e le parti di chitarra", e ha riconosciuto la "classica liricità autoironica degli All TIme Low".
Il 26 febbraio 2015 è stata mostrata su Amazon un'anteprima di 30 secondi (poi rimossa) del singolo Kids in the Dark, brano poi pubblicato come singolo il 9 marzo, accompagnato da un video ufficiale.
Il 23 marzo è stato pubblicato in anteprima un altro brano, Runaways, su MTV.com.
Il 26 marzo viene pubblicata anche Tidal Waves, che vede la collaborazione di Mark Hoppus dei blink-182, su Fuse.

## Tracce
1. Satellite – 2:24
2. Kicking & Screaming – 3:26
3. Something's Gotta Give – 3:09
4. Kids in the Dark – 3:26
5. Runaways – 3:34
6. Missing You – 4:04
7. Cinderblock Garden – 3:35
8. Tidal Waves (feat. Mark Hoppus) – 4:09
9. Don't You Go – 3:05
10. Bail Me Out (feat. Joel Madden) – 3:32
11. Dancing With a Wolf – 3:39
12. The Edge of Tonight – 3:51
13. Old Scars/Future Hearts – 3:26

Tracce bonus nella versione iTunes
1. Bottle and a Beat – 3:40
2. Your Bed – 3:40
3. Cinderblock Garden (acustica) – 3:47

Tracce bonus nelle versioni Best Buy, HMV e Suburban Records
1. How The Story Ends – 3:25
2. Something's Gotta Give (acoustic) – 3:13

## Formazione
All Time Low
- Alex Gaskarth – cantante, chitarra ritmica
- Jack Barakat – chitarra solista, cori
- Zack Merrick – basso, cori
- Rian Dawson – batteria, percussioni

Produzione
- John Feldmann – produzione
- Neal Avron – missaggio
- Chris Lord–Alge – missaggio
- Ted Jensen al Sterling Sound, NYC – mastering

Altri
- Benji Madden – co-scrittura di Bail Me Out[24]
- Joel Madden – co-scrittura e cantante in Bail Me Out
- Nicholas "RAS" Furlong – co-scrittura di Runaways e Don't You Go
- Mark Hoppus – cantante in Tidal Waves
- David Hodges e Cameron Walker – co-scrittura di Cinderblock Garden

## Classifiche
| Classifica (2015)    | Posizione raggiunta |
| -------------------- | ------------------- |
| Australia            | 4                   |
| Austria              | 31                  |
| Belgio (Fiandre)     | 27                  |
| Belgio (Vallonia)    | 96                  |
| Canada               | 3                   |
| Germania             | 60                  |
| Italia               | 94                  |
| Norvegia             | 21                  |
| Nuova Zelanda        | 7                   |
| Paesi Bassi          | 18                  |
| Regno Unito          | 1                   |
| Regno Unito (vinyl)  | 1                   |
| Spagna               | 54                  |
| Stati Uniti          | 2                   |
| Stati Uniti (rock)   | 2                   |
| Stati Uniti (vinili) | 2                   |
| Svezia               | 53                  |

| Classifica di fine anno (2015) | Posizione |
| ------------------------------ | --------- |
| Stati Uniti (independent)      | 9         |
| Stati Uniti (rock)             | 27        |